# 1000e à 701e millénaires avant le présent
2500e à 2001e millénaires AP |
2000e à 1501e millénaires AP |
1500e à 1001e millénaires AP |

1000e à 701e millénaires avant le présent
|
700e à 501e millénaires AP |
500e à 401e millénaires AP |
400e à 301e millénaires AP

Cet article traite de l’histoire évolutive de la lignée humaine entre 1 million d’années et 700 000 ans avant le présent (AP). Au début de cette période apparaissent Homo antecessor en Europe, et Homo erectus en Asie orientale. Il y a environ 900 000 ans, les hommes atteignent des territoires situés au nord du 50e parallèle en Eurasie, à la faveur de périodes interglaciaires. Ces territoires sont abandonnés lors du retour des phases glaciaires.

## Évènements
- De 1 million d’années à 700 000 ans avant le présent (AP) : Pluvial Kaguérien II (ou Kagérien II) en Afrique. Son nom provient de la rivière Kagera, en Afrique de l'Est[1].
- 781 000 ans AP : inversion Brunhes-Matuyama, dernière inversion du champ magnétique terrestre, marquant le début du Pléistocène moyen[2].

### Afrique

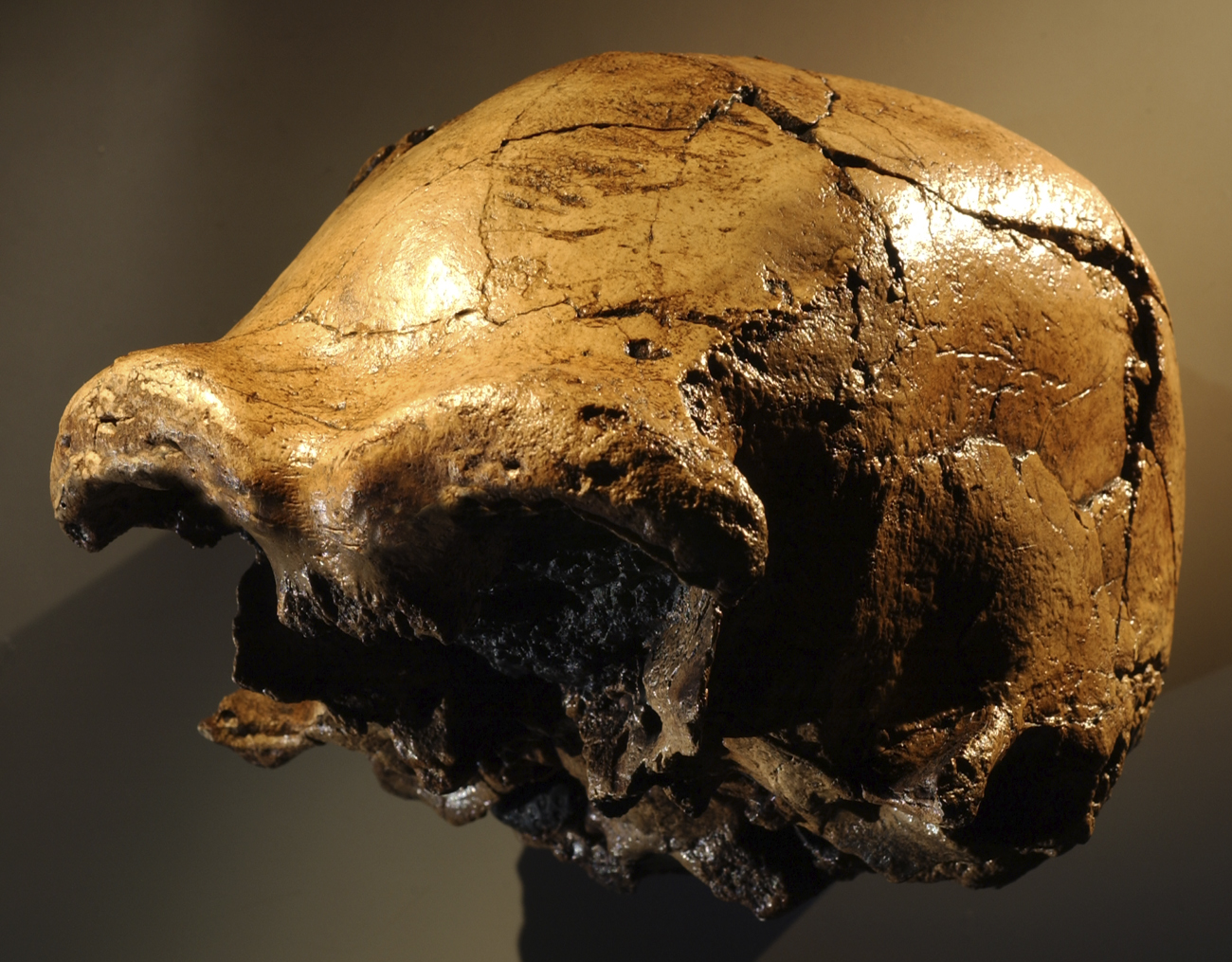
Crâne de l'Homme de Daka.

- 1 million d’années avant le présent (AP) : deux restes fossiles d'Homo ergaster trouvés en Afrique de l'Est[3]. Homme de Buya, crâne fossile découvert en 1995 dans la dépression de l'Afar, en Érythrée, et Homme de Daka, crâne fossile découvert en 1997 à Herto Bouri, dans le Moyen-Awash, en Éthiopie. Le crâne de Buya présente des caractéristiques qui permettent de le considérer comme un précurseur des espèces plus tardives[4].
- 1 million d’années AP : la grotte de Wonderwerk, en Afrique du Sud, a livré des traces présumées de domestication du feu, datées d'environ 1 million d'années, qui seraient les plus anciennes connues au monde. Des analyses sédimentaires ont montré la présence de restes d'os brulés et de cendres, sans toutefois que l'on puisse confirmer la présence de foyers sur le lieu des vestiges[5],[6],[7].
- De 1 million d'années à 500 000 ans AP : Acheuléen de Melka Kunture, en Éthiopie (bifaces en obsidienne, hachereaux) :
  - 1 Ma à 840 000 ans AP : site acheuléen de Garba XII[8].
  - 840 000 à 500 000 ans AP : site acheuléen de Gomboré II[8],[9].
- De 1 million d’années à 500 000 ans AP : outillage lithique acheuléen découvert sur le site de la Carrière Thomas 1, près de Casablanca, au Maroc, par l'équipe de Jean-Paul Raynal.
- 850 000 ans AP : deux fragments crâniens fossiles d'Homo ergaster tardifs, découverts en 1973 et 1975 sur le site de Gombore II, à Melka Kunture, en Éthiopie, ont été décrits en 2016.
- 700 000 ans AP : Homme de Tighennif, ou Homo mauritanicus, connu par trois mandibules fossiles et quelques dents isolées, découvertes en 1954-1955 par Camille Arambourg et Robert Hoffstetter sur le site de Tighennif (anciennement Ternifine), en Algérie, dans la région d'Oran. C'est actuellement le plus ancien fossile humain connu d'Afrique du Nord. Il utilise un outillage acheuléen en quartzite, en grès, en calcaire, composé de bifaces, de hachereaux et de grands éclats[10]. Outre Tighennif, les sites acheuléens d’Aïn Hanech, Kef Sefiane, Errayeh, lac Karar et Sidi Zin ont été fouillés au Maghreb[11].

### Asie

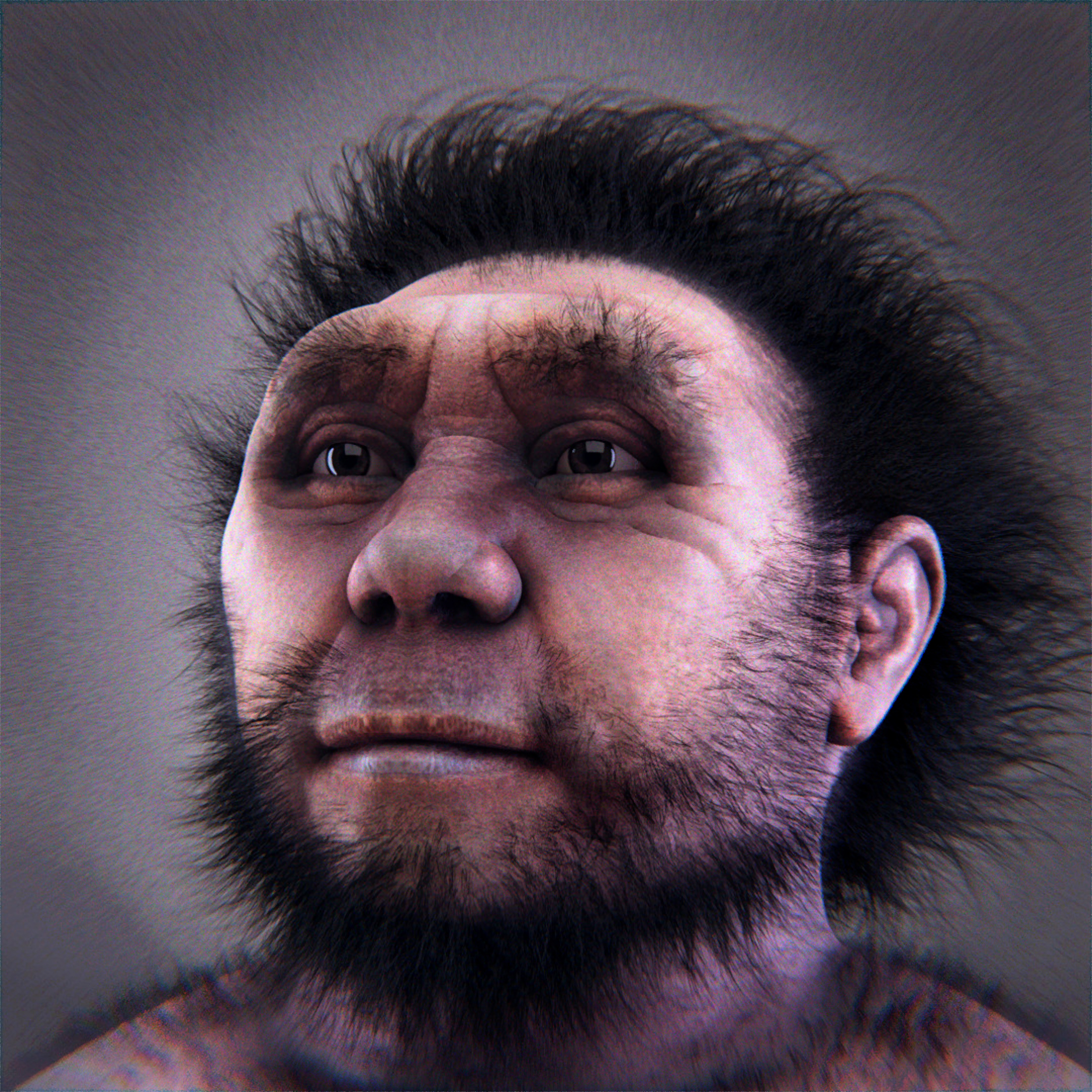
Reconstitution de l’Homme de Pékin.

- 936 000 ans AP : Homme de Yunxian, deux crânes fossiles découverts en Chine en 1989 et 1990 sont les plus anciens fossiles humains relativement complets connus à ce jour en Chine[12]. Ils appartiennent à une espèce encore indéterminée.
- 880 000 ans AP : outils de pierre taillée au milieu d’ossements d'animaux découverts en 1994 sur le site de Mata Menge, à 70 km de la grotte de Liang Bua, dans l’ile de Florès, en Indonésie. Les ancêtres de l'Homme de Florès auraient utilisé la navigation pour atteindre cette ile alors située à une dizaine de kilomètres de l'ile la plus proche[13],[14].
- 800 000 ans AP : bifaces de type acheuléen sur un site du bassin de Bose, en Chine. Reconnaitre la présence de bifaces en Chine avant même le début du Pléistocène moyen équivaut à une réfutation de la ligne de Movius.
- De 780 000 à 300 000 ans AP : Homme de Pékin, un représentant de l'espèce Homo erectus découvert de 1921 à 1937 dans les grottes de Zhoukoudian, près de Pékin[15]. Ossements d’animaux et restes végétaux. Outils de pierre faits de quartz et de quartzite (pics, burins, grattoirs sur éclats, bifaces taillés dans des galets de rivière).

- 710 000 ans AP : outils lithiques accompagnant une carcasse dépecée de rhinocéros sur le site de Kalinga, dans l'ile de Luçon, aux Philippines. L'ile de Luçon est toujours restée isolée du continent pendant tous les cycles glaciaires du Pléistocène. Elle n'a donc pu être atteinte que par la navigation, peut-être par les ancêtres de l'Homo luzonensis (Homme de Callao).

### Moyen-Orient

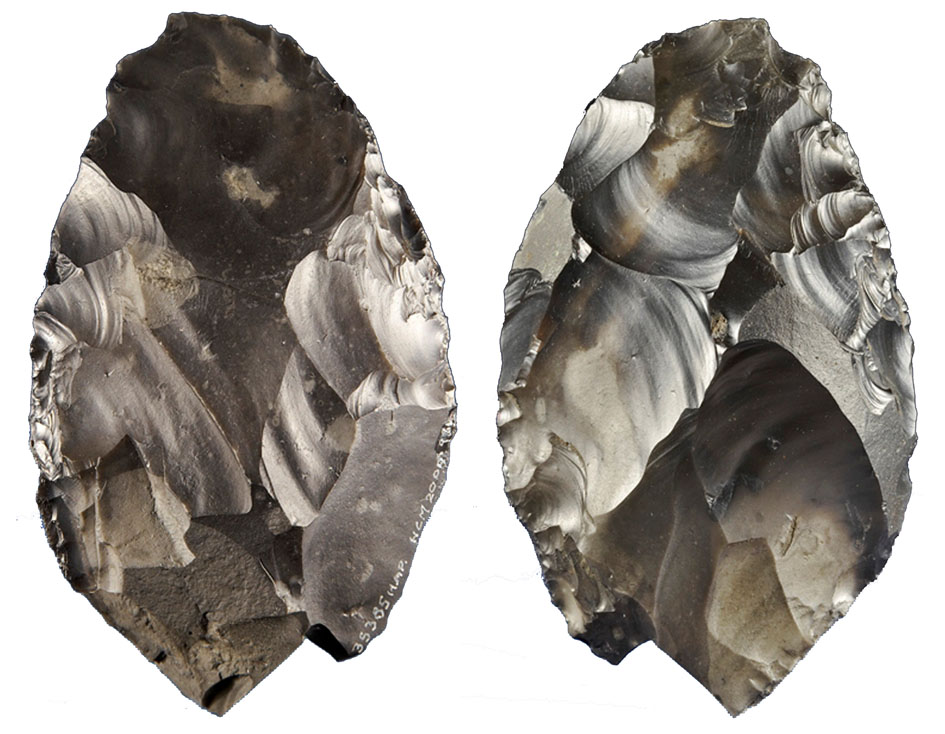
Outils de pierre trouvés à Happisburgh

- 790 000 ans AP : traces de foyers découvertes sur le site du Pont des Filles de Jacob, en Galilée (Israël), l'un des plus anciens sites de domestication du feu attestés dans le monde.
- 750 000 ans AP : site acheuléen de Latamné, dans la vallée de l'Oronte, en Syrie[16].

### Europe

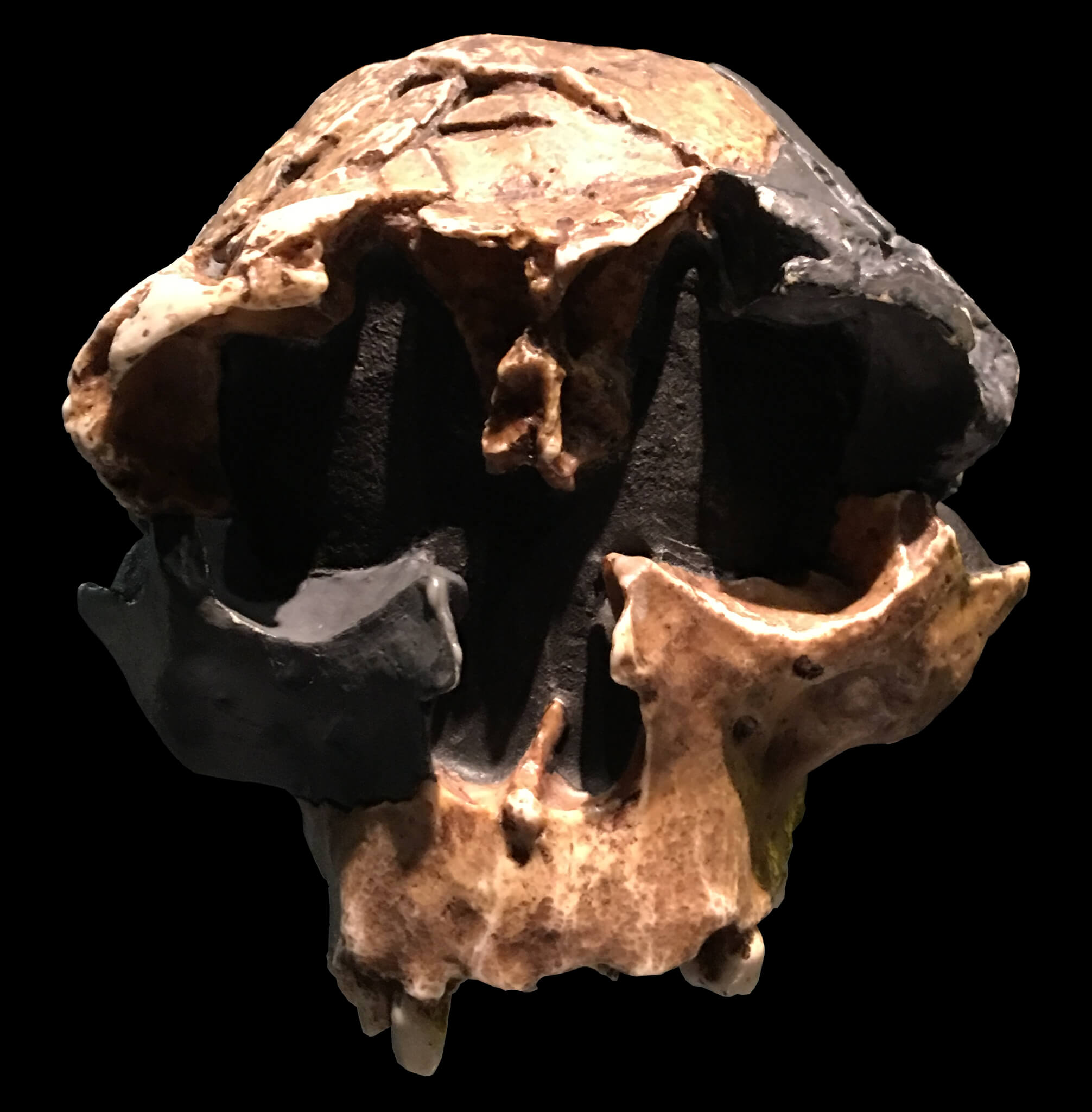
Crâne de l'enfant de Gran Dolina, âgé de onze ans à sa mort

- De 1 million d’années à 700 000 ans AP : occupation humaine du site de Caravaca de la Cruz, dans la région de Murcie, en Espagne[7].
- 950 000 ans AP : site oldowayen du Mont Poggiolo, dans le Nord de l'Italie.
- 900 000 ans AP : traces de pas de Happisburgh, laissées dans la boue d'un estuaire, dans le comté de Norfolk, en Angleterre. Ces empreintes sont les plus anciennes traces de pas humaines trouvées en dehors de l'Afrique. Elle mesurent entre 140 et 260 mm, ce qui correspondrait à des hauteurs d'hommes et d'enfants comprises entre 90 cm et 1,70 m[17].
- 900 000 ans AP : outils lithiques oldowayens découverts à Happisburgh, en Angleterre. Ce sont les plus anciens vestiges archéologiques connus à ce jour au Royaume-Uni.
- 860 000 ans AP : dans le gisement de la Gran Dolina, dans le massif d'Atapuerca, près de Burgos (nord de l'Espagne), ont été découverts 86 fragments fossiles attribués à l’Homo antecessor, associés à plus de 200 outils oldowayens. Homo antecessor descendrait d'Homo ergaster[3]. Quelques-uns des fragments permettent de reconstituer le crâne d'un enfant d'une dizaine d'années. Homo antecessor pratique le cannibalisme : les ossements humains indiquent qu'hommes et enfants ont été consommés par leurs semblables[18].
- 800 000 ans AP : le site de la grotte de Šandalja I, à proximité de Pula, en Istrie (Croatie) livre des galets aménagés[19].
- 760 000 ans AP : le site du Bois-de-Riquet, à Lézignan-la-Cèbe, dans l'Hérault, livre une industrie lithique acheuléenne, la plus ancienne connue à ce jour en Europe. La culture matérielle des fabricants de bifaces et de hachereaux est appelée Acheuléen d’après le gisement de Saint-Acheul, à Amiens, le premier des nombreux sites où de tels outils lithiques ont été découverts.